# Enter the Plustet
Enter the PlusTet ist ein Jazzalbum von Taylor Ho Bynum mit seiner Bigband PlusTet. Die am 11. und 12. Januar 2016 im Firehouse 12 Warehouse Studio, New Haven, Connecticut, entstandenen Aufnahmen erschienen am 28. Oktober 2016 auf Firehouse 12 Records.

## Hintergrund
Das PlusTet ist nicht Bynums erster Ausflug in die Arbeit mit Großformationen, aber mit 15 Mitgliedern und drei langen, massiven Stücken ist es wohl sein am besten realisiertes Projekt seit seinem Sextett, meinte Lee Rice Epstein. Positive Catastrophe, eine zehnköpfige „kleine Big Band“, wurde von Bynum und Abraham Gomez-Delgado gemeinsam geleitet. Zuvor hatte Bynum ein Oktett zusammengestellt, das seine vielseitigen Arrangements von Prince’ Musik spielte (mit einer Rhythmusgruppe von Prince-meets-Prime Time, die von Stomu Takeishi und Pheeroan akLaff verankert wurde).

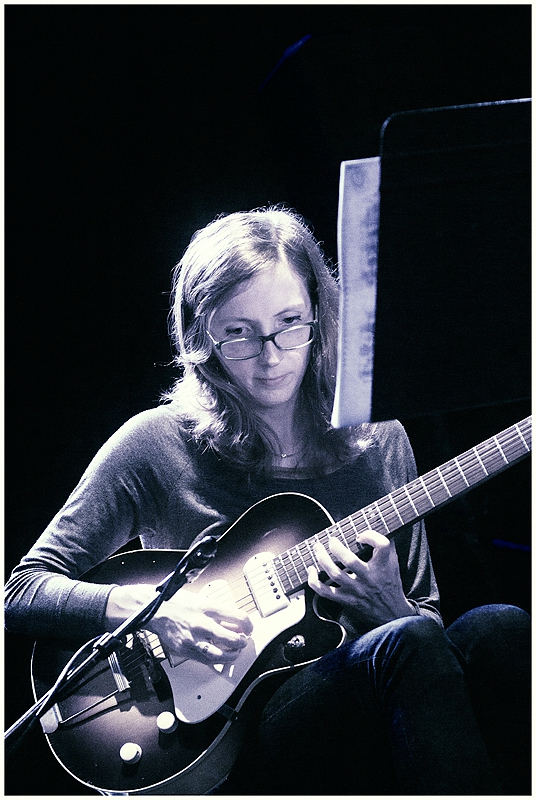
Mary Halvorson 2014

Der Kornettist und Komponist Taylor Ho Bynum bewegt sich mit seinem Kompositionen in der „schwierigen Balance zwischen frei improvisierter und arrangierter Musik“, schrieb Karl Ackermann. Voraus gingen dem Album Produktionen mit ausgedehnten Besetzungen, wie die zuvor erschienenen Veröffentlichungen von Firehouse 12 Records, seinem Sextett Apparent Distance (2011) sowie mit seinem Sextett und Septett auf dem Box-Set Navigation (The Complete Firehouse 12 Recordings) (2012). Bei Bynums Album Enter the Plus Tet fügte er seinem Kernsextett einige weitere personelle Ergänzungen hinzu, die einen größeren und vielfältigeren Sound erzeugten, notierte Ackermann. Die Saxophonisten Jim Hobbs, Matt Bauder, die Gitarristin Mary Halvorson, der Bassist Ken Filiano, der Schlagzeuger Tomas Fujiwara und Bill Lowe an Tuba und Posaune nahmen bereits an den oben genannten Sextett-/Septett-Aufnahmen teil. Zu ihnen gesellen sich unter anderem die Trompeterin Stephanie Richards (Asphalt Orchestra) und der Trompeter Nate Wooley, die Saxophonistin Ingrid Laubrock und Jason Kao Hwang an der Violine. Das fünfzehnköpfige Ensemble vermittle – insbesondere aufgrund der zusätzlichen Streicher – „ein volles Orchestergefühl, wenn Bynum dieses Ergebnis fordert“, schrieb der Autor.
Der Umfang dieses Projekts wurde teilweise von Bynums Arbeit an „Trillium J“, Anthony Braxtons mehr als dreiständiger Oper, inspiriert, obwohl jedes einzelne Stück des Albums seine eigene Hintergrundgeschichte hat, meinte Troy Collins. Ungefähr die Hälfte von Enter the Plus Tet wird von der Eröffnungsnummer „Sleeping Giant“ eingenommen, einer Komposition, die von Bynums Wandererlebnissen auf dem Weg in der Nähe seines Wohnsitzes in New Haven inspiriert wurde. Der Titel des Stücks ist jedoch eine Hommage an Prince, dessen Erbe und vorzeitiger Tod einen starken Einfluss auf Bynum hatten.
Ursprünglich für Jabbo Wares Orchester geschrieben, ist die Blues-beeinflusste Abstraktion „Three (for Me We & Them)“ eine „unkonventionelle swingende Hommage an kreative Big Bands in der Tradition von Duke Ellington und Sun Ra“. Der fragmentarische Titel des Titels „That Which Only... Never Before“ (dt. Das, was nur … nie zuvor) basiert auf dem, was der Trompeter Bill Dixon vor seinem Abschlusskonzert zu Bynum sagte. Die frei laufende Melodie umfasst eine Reihe dynamischer Veränderungen, die vom lebhaften Expressionismus zur trägen Innerlichkeit übergehen. Das Stück wird von einer Reihe von Extrapolationen von Bynum, Reid und Hobbs getragen.
Das Plus Tet teilte 2016 die Bühne mit Wadada Leo Smith beim Festival of New Trumpet Music in der New Yorker New School. Am 2. März 2017 führte Bynum „Sleeping Giant“ im Roulette, Brooklyn, auf.
Mit The Ambiguity Manifesto hat Bynum mit seinem 2019 Nonett die Trilogie für Firehouse 12 Records fertiggestellt, die 2013 mit der Sextettaufnahme Navigation (Possibility Abstract X & XI) des Bandleaders vbegann und mit Enter The Plustet fortgesetzt wurde. Die drei Alben wurden im Firehouse 12 aufgenommen, dem Studio- und Aufführungsraum in New Haven, Connecticut, den Bynum als sein „zweites Zuhause“ bezeichnet, so Bill Milkowski im Down Beat.

## Titelliste
- Taylor Ho Bynum Plustet: Enter the Plustet (Firehouse 12 Records FH12-04-01-025)[6]
  1. Sleeping Giant, 21:10
  2. Three (For Me We & Them), 12:11
  3. That Which Only … Never Before, 10:37
- Alle Kompositionen stammen von Taylor Ho Bynmum.

## Rezeption

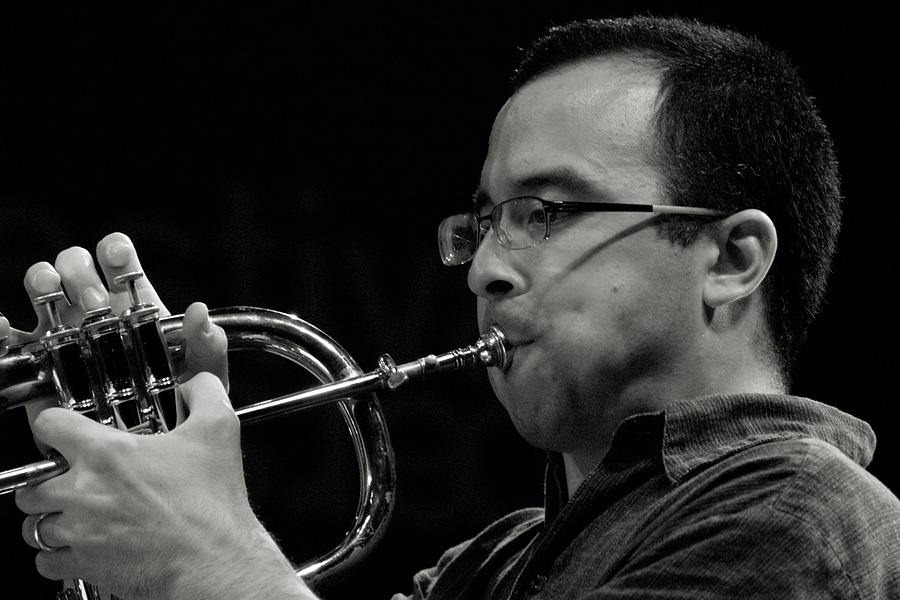
File:Taylor Ho Bynum, Moers festival 2007

Nach Ansicht von Karl Ackermann, der dem Album in All About Jazz 4½ (von fünf) Sterne verlieh, hat Bynum „ein besonderes Talent für erweiterte Arbeiten in größeren Gruppensituationen gezeigt“. Mit Enter the Plustet schaffe Bynum „ein klares, aber unvorhersehbares Bild, um seine Vision für diese Werke zu erläutern“. Die Hinzufügung von Nate Wooley und Steve Swell – mit ihren eigenwilligen Stilen – passe perfekt und Stephanie Richards sei ein Name, der in naher Zukunft noch bekannt sein dürfte, ment Ackermann.
Ebenfalls in All About Jazz schrieb Troy Collins (der das Album mit vier Sternen auszeichnete), Bynum beschäftige sich auf Enter the PlusTet weiterhin mit den unendlichen Möglichkeiten des Schreibens für größere Ensembles und trete damit in die Fußstapfen des Navigation-Projekts, seiner ehrgeizigen Multiformat-Sextett- und Septettaufnahmen (Firehouse 12, 2012). Für die erweiterte Besetzung habe er ein Trio von Langformkompositionen geschaffen, die die Konventionen traditioneller Liedformen durch nichtlineare episodische Erzählungen umgingen.
Aaron Novik (Bird Is the Worm) lobte „die großartigen Aussagen, die rohe emotionale Kraft und die Inspirationen und Überraschungen, die von improvisierter Musik ausgehen. Jedes Stück dieser Musik swinge so intensiv mit, und die Musik klingt auch während ihrer leiseren Passagen großartig. Die Menschlichkeit der Musik scheint stark und hell durch, ein Gefühl, dass es einen perfekten Zusammenfluss von Kreativität gibt, der eine Hauptlinie vom Herzen der Musiker bis zu den letzten verblassenden Tönen durchläuft, um die Ohren des Hörers zu erreichen.“ Der Autor sah die Bedeutung in der „Distanz zwischen avantgardistischer Wildheit und klassischen Big-Band- und Mondlicht-Balladen mit einer plötzlichen Abruptheit oder größter Subtilität durchquert werden konnte und jede Veränderung eine gewisse, seltsame Logik hatte, wie sie ablief. Es bedeutete, welche fremde Landschaft Bynum und sein PlusTet schaffen wollten, alles war zugänglich und egal wie sehr sich die Landschaft ändern mag, alles gehörte zusammen.“ Die Tatsache, dass ein Großteil dieses Effekts durch Improvisation entsteht, meint Novik, mache die Leistung umso größer.
Nach Ansicht von Lee Rice Epstein, der das Album im Free Jazz Blog mit der Höchstbewertung auszeichnete, sei Enter the PlusTet „ein dichtes, mitreißendes und emotionales Album, das sich über seine Größe hinaus wie ein Höhepunkt der vielen Projekte und Ideen von Bynum anfühlt“.

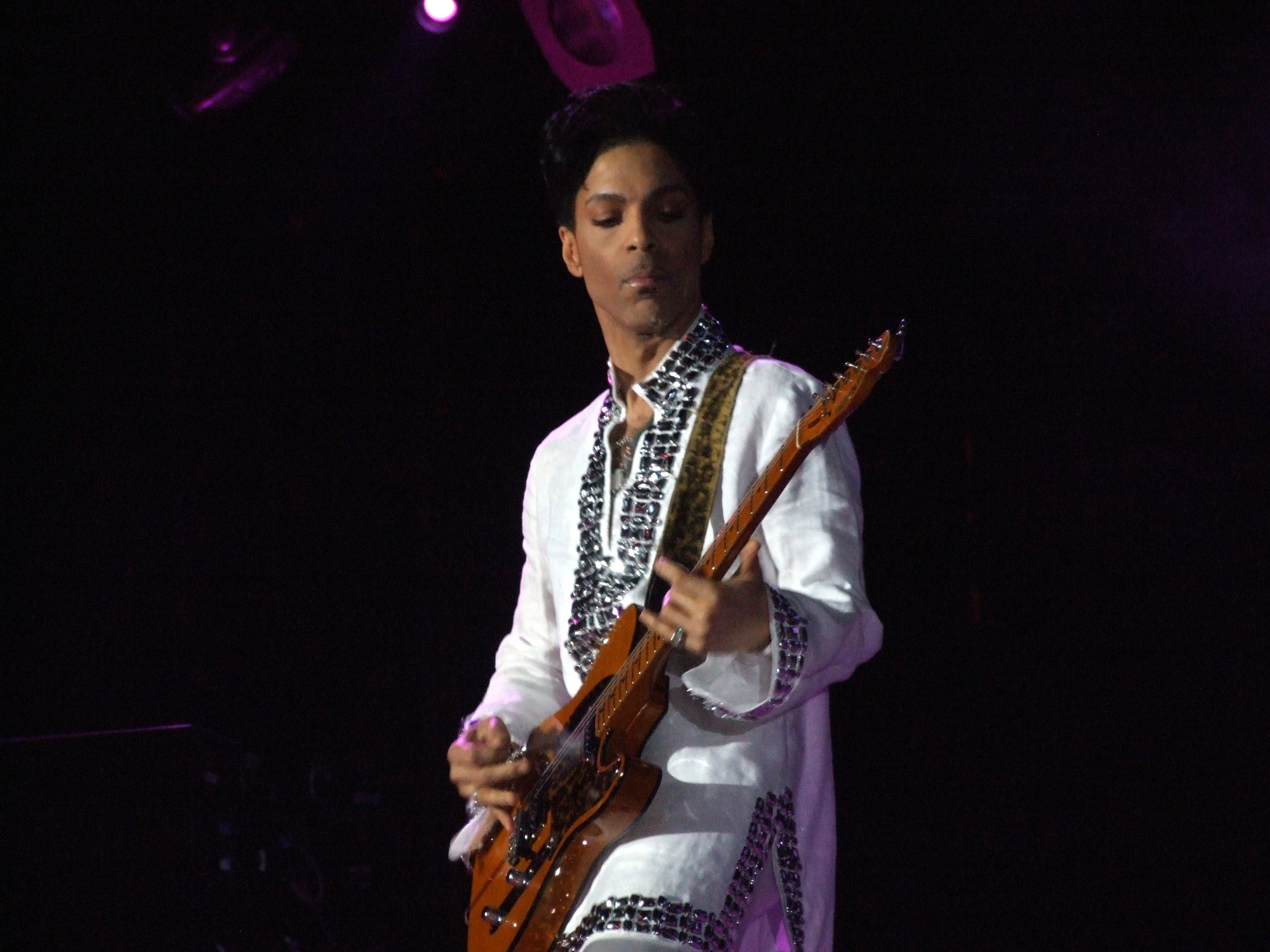
Prince (2008)

Mike Shanley meinte in seiner Besprechung für die JazzTimes, es sei keine Überraschung, dass Taylor Ho Bynums Originalwerk von Anthony Braxton und dem verstorbenen Bill Dixon, zwei seiner musikalischen Mentoren, inspiriert wurde. Die wahrhaft schwierige Frag tauche dabei auf, auf welche Art und Weise sich diese abenteuerlichen Einflüsse in getrennten Fällen mit dem Swing der Big Band und den souligen Grooves von Prince vermischen würden, meint der Autor. In dieser Hinsicht sei es beeindruckend, wie das PlusTet, ein „Dream Team“ von 15 zukunftsorientierten Musikern, „die Freiheit und Komposition mit einem unfehlbaren Geschmackssinn verbinden“ würden.
In Sleeping Giant weichen kurze Interjektionen des Ensembles Nate Wooleys Trompetenabstrichen und etwas kollektivem Keuchen, beschrieb Shanley das musikalische Geschehen. „Weitere Soli verteilen sich auf ein einzigartiges Ostinato, das aus einer Mischung von Gitarre, Vibraphon, Bass und Schlagzeug besteht. Aber auf halbem Weg verwandelt sich die Gruppe in das, was Bynum einen „lila Farbton“ nennt, was eine Prince-Stimmung hervorruft. Auch wenn die Gruppe wieder mehr Soli spielt, macht der R&B-beladene Hintergrund durchaus Sinn.“ In Three (for Me We & Them), die Verbeugung vor Jabbo Wares Me We & Them Orchestra (einer Big Band, zu der auch das PlusTet-Mitglied Bill Lowe gehörte) setzt nach einem psychedelischen Solo Mary Halvorsons und einem schroffen Bassposaunen-Spot von Lowe das Ensemble zu einem bluesigen Swing an, „der sowohl die Tradition als auch die Avantgarde fließend beherrscht.“ In That Which Only … Never Before, der Referenz an Bill Dixon, eröffnet Bynum mit einigen Dixon-ähnlichen Raspeln auf dem Kornett das Stück, und die Cellistin Tomeka Reid und der Altsaxophonist Jim Hobbs bieten durchdringende Soli. „Diese Band erweist ihren Einflüssen alle Ehre“, so Shanley in seinem Resümée.